# Llau del Civadal
La Llau del Civadal és una llau de l'antic terme d'Hortoneda de la Conca, actualment integrant del municipi de Conca de Dalt, al Pallars Jussà. Forma part del territori de l'antic poble del Mas de Vilanova.
Es forma a llevant del Pui Fals, des d'on davalla cap al sud-oest fins que s'aboca en la llau dels Horts al nord-est de la partida de la Campana Partida i al sud de la d'Obés. En el seu decurs travessa la partida de lo Civadal i passa al nord de la de Bordes.